# Parti des forces nouvelles (France)
Pour les articles homonymes, voir Parti des forces nouvelles et PFN.
Le Parti des forces nouvelles (PFN) est un parti politique français d'extrême droite fondé en novembre 1974. Il est issu des « Comités faire front » et d'une scission de militants avec le Front national de Jean-Marie Le Pen.

## Histoire

### Comités faire front
Mis en place à partir d'octobre 1973, les « Comités faire front » rassemblent des militants et cadres, essentiellement issus du mouvement Ordre nouveau, qui venaient de quitter, avec Alain Robert et François Brigneau, le Front national. Les Comités, forts du soutien du Front de la jeunesse et du Groupe union défense (GUD), organisent entre novembre 1973 et avril 1974 plus de 40 réunions publiques à travers la France, qui seront en grande majorité interdites par le gouvernement. Lors de l'élection présidentielle de 1974, ils soutiennent Valéry Giscard d'Estaing (dont ils assurent le service d'ordre). En novembre 1974, les Comités faire front intègrent le Parti des forces nouvelles (PFN) naissant.

### Années 1970
À sa création, en novembre 1974, le PFN compte parmi ses principaux animateurs l'équipe dirigeante du mouvement Ordre nouveau, dissous quelques mois plus tôt, dont : Alain Robert, ancien membre du mouvement Occident et fondateur du GUD, Anne Méaux, ancienne d'Ordre nouveau, Pascal Gauchon, les journalistes François Brigneau et Roland Gaucher, le dessinateur Jack Marchal, ainsi que Gérard Gachet. Il dispose aussi, sur le terrain, de deux organisations de jeunesse : le Front de la jeunesse (FJ) et le Groupe union défense (GUD).
Tout au long de son existence (1974-1984) le PFN essaya de donner une image à la fois dynamique et rénovée à la « droite nationale ». Il édite un ouvrage théorique inspiré des thèses du GRECE et intitulé Propositions pour une nation nouvelle. Il tente aussi de se rapprocher de la droite classique : une partie de ses militants fait ainsi le service d'ordre de Valéry Giscard d'Estaing lors de la campagne de 1974, en compagnie d'anciens membres de l'OAS. Le PFN tient un Forum avec la Nouvelle Droite en mars 1975, et lance une revue luxueuse, Initiative nationale. A son congrès de 1976, le parti abandonne l'option giscardienne et décide de soutenir Jacques Chirac.
Le PFN est également à l'initiative, en avril 1976, avec le critique Jacques Deslandes et le soutien d'Arletty, de la Semaine du cinéma de droite.
Le parti organise des meetings militants, contre la venue de Brejnev à Paris en juin 1977, le Polisario — qui détenait des otages français — en octobre de la même année, pour le lancement de l'Eurodroite avec le Mouvement social italien et Fuerza Nueva en juin 1978, ou contre les ministres communistes en février 1982.
Le PFN fut aussi à l'origine d'opérations unitaires de la droite comme le Comité de soutien à l'armée créé en mars 1975 par le sergent Joël Dupuy de Méry, ancien militant d'Ordre Nouveau, ou le Comité de défense de la liberté d'expression au moment où le Parti communiste critiquait vivement Le Parisien libéré.

#### L'Eurodroite
Le PFN participe à l'expérience de l'Eurodroite. Les 19-21 avril 1978 à Rome, dans la perspective des premières élections européennes, plusieurs partis européens de droite organisent le congrès de fondation de l'Eurodroite. Le PFN y participe, aux côtés du Mouvement Social Italien et de Fuerza Nueva (Espagne). L'alliance entend être une réponse à l'Eurocommunisme constitué par les partis communistes des mêmes pays (France, Italie, Espagne). Le 21 avril, l'Eurodroite manifeste en masse à Naples. Devant la foule, prennent la parole Giorgio Almirante (MSI), Blas Piñar (Fuerza Nueva) et Tixier-Vignancour (pour le PFN).
La liste française n'obtient, en juin 1979 que 1,33 % des voix. Fuerza Nueva ne participe pas aux élections, car l'Espagne n'est pas encore un État membre. En revanche, le MSI obtient 4 sièges au Parlement européen.

### Années 1980

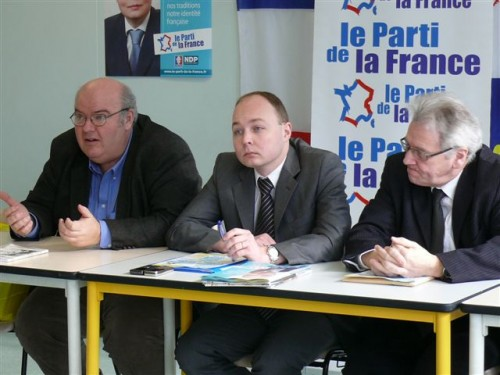
Roland Hélie (à gauche) en 2012.

Il eut aussi quelques succès électoraux puisqu'en 1983, une vingtaine de ses membres furent élus dans des conseils municipaux sur des listes RPR-UDF (à Aix-en-Provence, à Toulon et à Hyères en particulier).
Mais certaines de ses tentatives tournent court. Le PFN échoue en 1981 à réunir les 500 signatures pour présenter Pascal Gauchon à l'élection présidentielle qui se retira ensuite de l’action politique pour se consacrer à l’édition, devenant responsable d'une collection aux Presses universitaires de France (PUF). La direction du PFN est alors confiée à une équipe de jeunes responsables rassemblés autour de Roland Hélie, Didier Lecerf, Jack Marchal et Olivier Cazal, cependant que les anciens dirigeants, comme Hervé Novelli ou Alain Robert partent au Centre national des indépendants et paysans. Le PFN, renouant avec la tradition activiste de l'extrême droite, multiplie alors les campagnes militantes contre le nouveau pouvoir « socialo-communiste ». En février 1982, une trentaine de militants attaquent en plein jour deux ministères (les Transports et la Solidarité) tenus par des ministres communistes. Le 19 mars 1982, 150 militants du PFN et de son organisation de jeunesse, le Renouveau nationaliste, ancien Front de la jeunesse, rompent le défilé organisé par une association d'anciens combattants proche du PC, la FNACA, sur les Champs-Élysées. Le 2 mai de la même année, ils manifestent violemment avec des militants du RPR et d'organisations proches de ce parti. Devant le scandale provoqué (Le Monde titre ainsi : « Le RPR et l'extrême droite bras dessus, bras dessous »), Alain Robert, qui continuait à contrôler discrètement le parti, doit rompre définitivement et abandonner son idée d'attirer la droite classique dans des manifestations de rue susceptibles de dégénérer.
Mais l'ascension du Front national au cours des années 1980 ne lui laisse plus d'espace à l'extrême droite. La nouvelle direction rassemblée autour de Roland Hélie, moins concernée et donc moins compromise dans les luttes intestines du début des années 1970, préconise le ralliement au FN. Plusieurs de ses membres (François Brigneau, Roland Gaucher) retournent eux aussi au Front national. Alain Robert a rejoint, dès 1981, la droite classique en devenant un proche collaborateur de Charles Pasqua et Pascal Gauchon se consacre depuis cette période au professorat et à l'édition.
Le PFN édita deux journaux : d'abord Initiative nationale puis, à partir de 1981, Pour une force nouvelle.
Il connut une scission en 1986 : le courant nationaliste et européen, qui reprenait à son compte les orientations du PFN, rebaptisa le parti « Parti des forces nationalistes », sous la présidence d'Alain Rondanina, ancien conseiller municipal d'Aix-en-Provence, tandis qu'un courant influencé par les idées de la Nouvelle droite, notamment du Groupement de recherche et d'études sur la civilisation européenne d'Alain de Benoist), rajoutait au sigle du parti l’acronyme « NATROPE » (Nouvelle amitié dans les territoires et régions par l'organisation des peuples en Europe) pour se distinguer du premier.
Dès lors, l'activité du PFN se limita à une réflexion critique mais très étendue sur les évolutions de la société dans les années 1970 et 1980 ; en particulier, dans son organe Forces vives, le parti s'attacha à l'étude des tenants et des aboutissants du mondialisme, dont il se déclara l'ennemi acharné et qu'il voyait sous deux aspects antinomiques et concurrentiels : l'internationalisme communiste et le libéralisme. En ce qui concerne celui-ci, qui restait seul en lice après la disparition de l'empire soviétique, son travail se concentra sur la dénonciation des cercles et institutions supranationaux le représentant, au premier rang desquels la Commission trilatérale, le Council on Foreign Relations et le Groupe Bilderberg. Convaincu qu'il était alors encore possible de s'opposer à l'évolution globale, le PFN prônait une union confédérale des nations européennes « de Lisbonne à Moscou et de Rome à Oslo » sur la base de valeurs communes inspirées d'un triple héritage grec, romain et chrétien (s'opposant en cela résolument à la Nouvelle droite d'inspiration néo-païenne).
Néanmoins, le fait que le parti ne subsistait plus qu'à l'état de groupuscule après 1986 le priva de toute résonance sur la scène politique.

### Depuis les années 1990
De nombreux réseaux se sont constitués autour des anciens du PFN. Certains, autour d'Alain Robert, firent carrière au sein du RPR puis de l'UMP. D'autres, comme Roland Hélie, continuèrent leur combat au sein du FN, jusqu'au début des années 1990, puis dans différentes structures nationalistes comme l'Alliance populaire et le PNR ou le MNR.
Vingt ans plus tard, un certain nombre d'anciens cadres du PFN, parmi lesquels Robert Spieler (qui fut député FN de Strasbourg puis fondateur du Mouvement Alsace d'abord) et Roland Hélie, se retrouvent au sein de la Nouvelle droite populaire, mouvement nationaliste et identitaire, créé en 2008, et dans la mouvance de la revue Synthèse nationale.
En ce qui concerne les deux partis résiduels issus de la dernière scission de 1986, le PFN-NATROPE s'auto-dissout finalement le 3 février 1998, tandis que les nouveaux statuts du PFN historique déposés le 15 mars 2002 auprès de la sous-préfecture d'Aix-en-Provence déclarent avoir pour but de « coordonner les forces nationalistes de France, d’Europe et d’Occident pratiquant les attitudes actives ou réactives qui ont autorisé la civilisation occidentale à vivre, s’épanouir et prospérer selon ses principes fondamentaux de vie en société (valeurs naturelles, religieuses ou civiles) afin d’aboutir à la délivrance de l’Europe de Lisbonne à Moscou et de Rome à Oslo ».

## Branches de jeunesse
L'organisation de jeunesse du PFN était le Front de la jeunesse (FJ).
Le FJ, qui avait comme emblème la croix celtique, édita plusieurs journaux parmi lesquels Alternative et Agir.
En 1981, sous l'impulsion de Roland Hélie, Jack Marchal, Charles-Henri Varaut et Richard Rouget, le Front de la jeunesse se transforma en Renouveau nationaliste. Celui-ci disparut en 1984 au moment du ralliement des cadres du PFN au Front national (FN).